# Districtul Benešov
Districtul Benešov (în cehă okres Benešov) este un district din regiunea Boemia Centrală din Cehia. Reședința sa este orașul Benešov. Cea mai vizitată destinație turistică a districtului este Castelul Konopiště.

## Diviziuni administrative
Districtul Benešov este împărțit în trei districte administrative ale comunelor cu competență extinsă: Benešov, Vlašim și Votice.

### Listacomunelor
Orașele sunt marcate cu caractere aldine, iar orașele comerciale cu caractere italice:
Benešov –
Bernartice –
Bílkovice⁠(d) –
Blažejovice⁠(d) –
Borovnice –
Bukovany –
Bystřice –
Čakov –
Čechtice⁠(d) –
Čerčany⁠(d) –
Červený Újezd –
Český Šternberk⁠(d) –
Chářovice⁠(d) –
Chleby –
Chlístov –
Chlum –
Chmelná⁠(d) –
Chocerady⁠(d) –
Choratice⁠(d) –
Chotýšany⁠(d) –
Chrášťany –
Ctiboř –
Čtyřkoly⁠(d) –
Děkanovice⁠(d) –
Divišov –
Dolní Kralovice⁠(d) –
Drahňovice⁠(d) –
Dunice⁠(d) –
Heřmaničky⁠(d) –
Hradiště –
Hulice⁠(d) –
Hvězdonice⁠(d) –
Jankov –
Javorník –
Ješetice⁠(d) –
Jinošice⁠(d) –
Kamberk⁠(d) –
Keblov⁠(d) –
Kladruby –
Kondrac⁠(d) –
Kozmice –
Křečovice⁠(d) –
Krhanice⁠(d) –
Křivsoudov⁠(d) –
Krňany⁠(d) –
Kuňovice⁠(d) –
Lešany –
Libež⁠(d) –
Litichovice⁠(d) –
Loket –
Louňovice pod Blaníkem⁠(d) –
Lštění⁠(d) –
Maršovice –
Mezno⁠(d) –
Miličín –
Miřetice –
Mnichovice –
Mrač⁠(d) –
Načeradec⁠(d) –
Nespeky⁠(d) –
Netvořice⁠(d) –
Neustupov⁠(d) –
Neveklov⁠(d) –
Olbramovice –
Ostrov –
Ostředek⁠(d) –
Pavlovice –
Petroupim⁠(d) –
Popovice –
Poříčí nad Sázavou⁠(d) –
Postupice⁠(d) –
Pravonín⁠(d) –
Přestavlky u Čerčan⁠(d) –
Psáře⁠(d) –
Pyšely –
Rabyně⁠(d) –
Radošovice –
Rataje –
Ratměřice⁠(d) –
Řehenice⁠(d) –
Řimovice⁠(d) –
Sázava –
Šetějovice⁠(d) –
Slověnice⁠(d) –
Smilkov⁠(d) –
Snět⁠(d) –
Soběhrdy⁠(d) –
Soutice⁠(d) –
Stranný⁠(d) –
Strojetice⁠(d) –
Střezimíř⁠(d) –
Struhařov –
Studený⁠(d) –
Tehov –
Teplýšovice⁠(d) –
Tichonice⁠(d) –
Tisem⁠(d) –
Tomice –
Třebešice –
Trhový Štěpánov⁠(d) –
Týnec nad Sázavou⁠(d) –
Václavice⁠(d) –
Veliš –
Vlašim –
Vodslivy⁠(d) –
Vojkov⁠(d) –
Votice⁠(d) –
Vracovice –
Vranov –
Vrchotovy Janovice⁠(d) –
Všechlapy –
Vysoký Újezd –
Xaverov⁠(d) –
Zdislavice⁠(d) –
Zvěstov⁠(d)

## Geografie

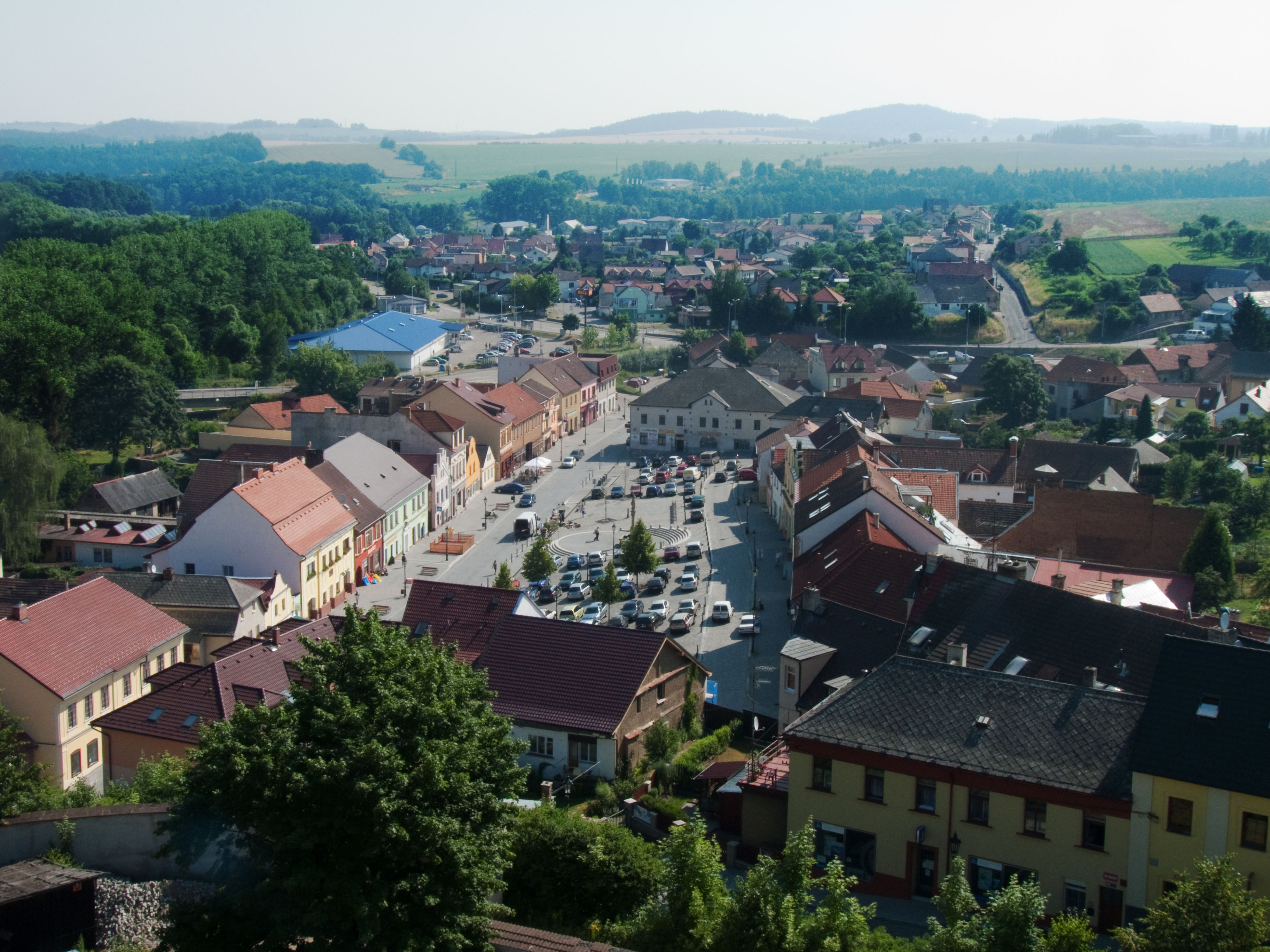
Vlašim și ținutul înconjurător

Tipic districtului este peisajul accidentat și deluros. Teritoriul se întinde în trei mezoregiuni geomorfologice: Munții Benešov (nord), Munții Vlašim (sud) și Munții Křemešník (o parte mai mică în est). Cel mai înalt punct al districtului este dealul Mezivrata din Neustupov⁠(d), cu o altitudine de 713 metri (2.339 ft) deasupra nivelului mării, iar cel mai jos punct este lacul de acumulare Štěchovice din Krňany⁠(d), aflat la 220 metri (720 ft) deasupra nivelului mării.
Zona este bogată în cursuri de apă și iazuri. Cel mai important râu este Sázava, care formează granița de nord și nord-est a districtului înainte de a-l traversa prin nord-vest. Alte râuri importante care trec prin district sunt afluenții acestuia, Blanice și Želivka. Lacurile de acumulare Slapy⁠(d) și Štěchovice⁠(d), construite pe râul Vltava, formează limita de vest a districtului. Cea mai mare întindere de apă este lacul de acumulare Švihov⁠(d), construit pe râul Želivka. Este al patrulea lac de acumulare ca mărime din Cehia, cu o suprafață de 16.03 km2.
Din suprafața totală a districtului de 1474,9 km2, suprafața agricol ocupă 903 km2, pădurile ocupă 414,5 km2, iar suprafața apei ocupă 33,6 km2. Pădurile acoperă 28,1% din suprafața totală districtului. 
Blaník (lângă Louňovice pod Blaníkem⁠(d)) este singura arie protejată peisagistică din district, în zona înconjurătoare a muntelui⁠(d) cu același nume. Muntele Blaník este înconjurat de multe legende, dintre care unele probabil își au originea în vremurile celtice. O legendă despre cavaleri a apărut probabil în secolul al XV-lea printre oamenii de rând pe baza unui eveniment, când armata inamică a fost învinsă într-un mod miraculos la poalele de sud-est ale muntelui Blaník, lângă satul Býkovice. Legenda spune că o armată care se odihnește se află în interiorul muntelui și așteaptă ca națiunea cehă să ajungă în cel mai rău moment al istoriei sale. Comandantul acestei armate este sfântul ocrotitor al țării, Sfântul Venceslau.

## Demografie

### Cele mai populate comune
| Nume              | Populație | Suprafață (km²) |
| ----------------- | --------- | --------------- |
| Benešov           | 17.043    | 47              |
| Vlašim            | 11.434    | 41              |
| Týnec nad Sázavou | 5.752     | 26              |
| Votice            | 4.760     | 36              |
| Bystřice          | 4.698     | 63              |
| Sázava            | 3.867     | 20              |
| Čerčany           | 3.133     | 6               |
| Neveklov          | 2.764     | 54              |
| Pyšely            | 2.301     | 13              |
| Divišov           | 1.831     | 31              |

## Economie
Cei mai mari angajatori cu sediul central în districtul Benešov și care au cel puțin 500 de angajați sunt:
| Entitate economică  | Adresă          | Numărul de angajați | Activitate principală |
| ------------------- | --------------- | ------------------- | --------------------- |
| Sellier & Bellot⁠(d) | Vlašim          | 1.500–1.999         | Fabricarea muniției   |
| Spitalul Benešov    | Benešov         | 1.000–1.499         | Sănătate              |
| Rabbit              | Trhový Štěpánov | 500–999             | Industria alimentară  |

## Transporturi
Autostrada D1 de la Praga la Brno trece prin partea de nord și de est a districtului. Din acesta se separă drumul european E55, care traversează districtul și continuă ca autostrada D3 în sudul acestuia.

## Obiective turistice

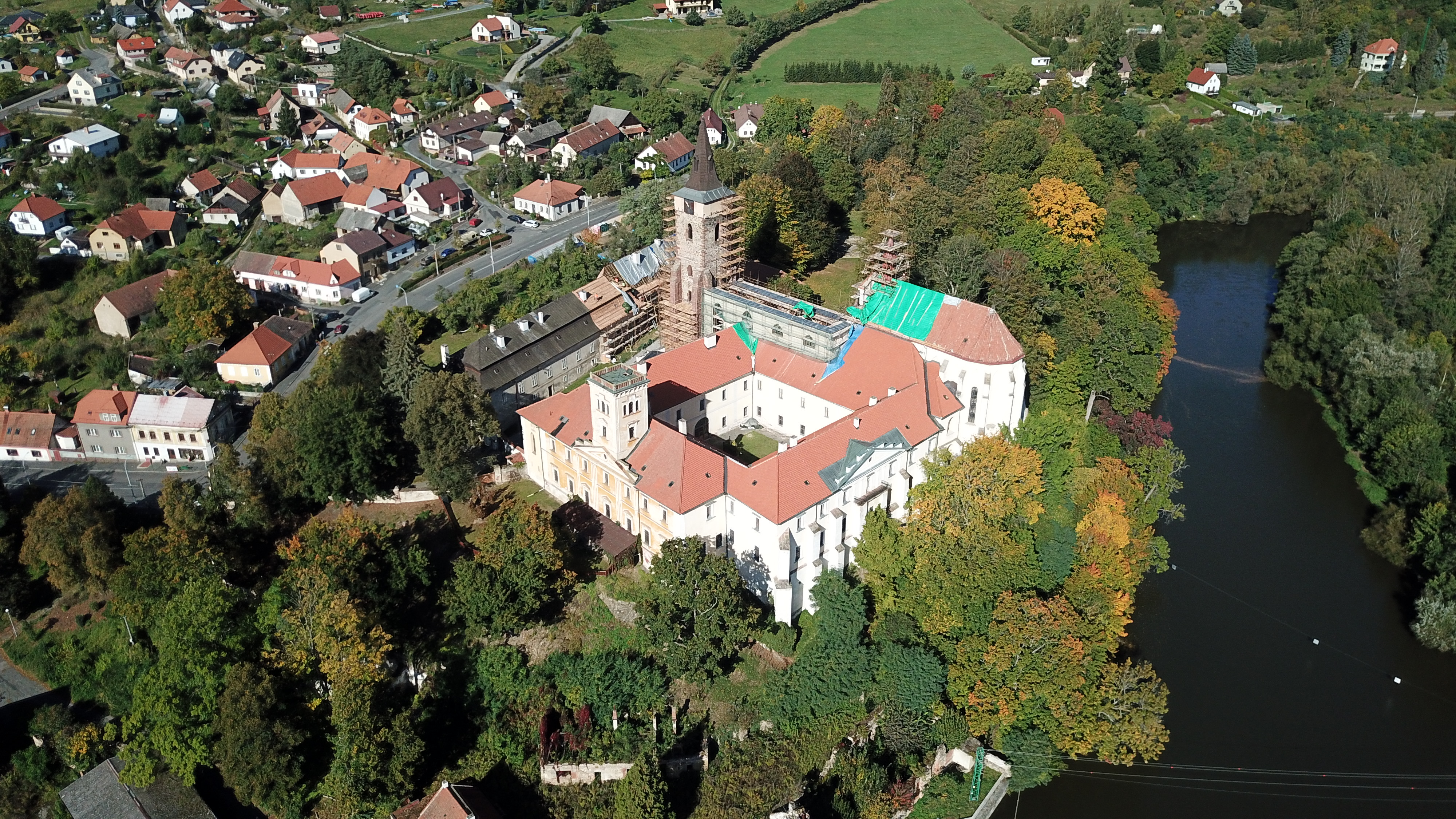
Mănăstirea Sázava

Cele mai importante monumente din district, protejate ca monumente culturale naționale, sunt următoarele:
- Mănăstirea Sázava, o mănăstire întemeiată în anul 1032 de eremitul Procopie și desființată în 1785 de împăratul Iosif al II-lea
- Castelul Konopiště, construit în jurul anului 1280
- Castelul Český Šternberk, castel din secolul al XIII-lea

Cea mai bine păstrată așezare, singura protejată ca zonă de monumente, este Načeradec.
Cea mai vizitată destinație turistică este Castelul Konopiště.